# Sobirania Popular Directa
Sobirania Popular Directa fou un partit fundat a Barcelona el gener de 1934 per promoure la plena llibertat ciutadana, liderat per Tomàs Madurell, Antoni Trias i Carles Riera.